# Oleg Stoyanovskiy
Pour les articles homonymes, voir Brouwer.
Oleg Vladislavovich Stoyanovskiy   (en russe : Олег Владиславович Стояновский), né le 26 septembre 1996 à Moscou, est un joueur de beach-volley russe.
Il obtient une médaille d'argent à Tokyo 2020, dans le tournoi masculin (en duo avec Viacheslav Krasilnikov).
Il remporte également une médaille d'or au Championnat du monde 2019 ainsi qu'une médaille d'argent au Championnat d'Europe de beach-volley en 2020.